# Tove Manswell
Tove Manswell f. Vinding (22. april 1920 i København, død 27. april 2022) var en dansk modstandskvinde og filmklipper (under navnet Tove Alice Fenger Palsbo).
Under besættelsen gik hun ind i modstandsbevægelsen, hvor hun blandt andet fungerede som lokkedue til at lokke hipoer i fælder og var desuden aktiv i likvideringer.
Hun læste ved Polyteknisk Læreanstalt og blev gift med civilingeniør Rasmus Fenger og senere med filminstruktør Ole Palsbo. Som filmklipper var hun bl.a. beskæftiget med filmene Kampen mod uretten (1949) og Familien Schmidt (1951).
I 2018 var hun hovedperson i DR-dokumentarfilmen Skøn, skæv og 98.